# LaSalle, Colorado
LaSalle är en ort i Weld County i delstaten Colorado, USA.